# Streptococcus anginosus
Streptococcus anginosus é uma espécie de Streptococcus. Esta espécie, Streptococcus intermedius e Streptococcus constellatus constituem o grupo anginosus que às vezes também é referido como o grupo milleri após a ideia anteriormente assumida, mas posteriormente refutada de uma única espécie Streptococcus milleri. A relação filogenética de S. anginosus, S. constellatus e S. intermedius foi confirmada por análise de sequência de rRNA.

## Características gerais
A maioria das cepas de Streptococcus anginosus produz acetoína a partir de glicose, fermenta lactose, trealose, salicina e sacarose e hidrolisa esculina e arginina. O dióxido de carbono pode estimular o crescimento ou até mesmo é necessário para o crescimento em certas cepas. Streptococcus anginosus pode ser beta-hemolítico ou não hemolítico. As pequenas colônias geralmente exalam um odor distinto de caramelo ou caramelo. Entre as cepas não hemolíticas, algumas produziram a reação alfa no ágar sangue. No entanto, dos isolados examinados em um estudo, 56% eram não reativos, 25% eram beta-reativos e apenas 19% eram alfa-reativos.

## Infecções
Streptococcus anginosus faz parte da flora bacteriana humana, mas pode causar doenças, incluindo abscessos cerebrais e hepáticos em determinadas circunstâncias. O habitat de S. anginosus é uma grande variedade de locais dentro do corpo humano. As culturas foram retiradas da boca, seios nasais, garganta, fezes e vagina, produzindo tanto hemolíticas (boca) quanto não hemolíticas (cepas fecais e vaginais). Por causa do lugar comum com esta bactéria e o corpo humano, há uma série de infecções que são causadas por S. anginosus.
Com infecções da corrente sanguínea por S. anginosus (bacteremia) tem sido amplamente relatado que a fonte é muitas vezes de um abscesso. Em uma série de 51 casos de bacteremia do grupo Strep milleri, 6 foram associados a abscessos.
O abscesso hepático piogênico está associado ao S. anginosus e, em estudos na década de 1970, foi relatado como a causa mais comum de abscesso hepático. Também foi relatado que S. anginosus raramente causa infecções em indivíduos saudáveis, mas geralmente são os indivíduos imunodeficientes que são vítimas dessa bactéria. Um estudo de caso foi relatado em um homem de 40 anos que consumia álcool frequentemente e tinha má higiene bucal. Ele foi internado com febre alta e mal-estar. Durante os testes diagnósticos, foi encontrado um abscesso em seu fígado, do qual foram drenados 550cc de exsudato hemopurulento. O exsudato foi cultivado e S. anginosus foi encontrado. A técnica de difusão em disco revelou que a bactéria era sensível à penicilina. Paciente assintomático no 30º dia de tratamento. Observou-se que a duração dos sintomas é maior com abscessos hepáticos associados a S. anginosus do que com outros microrganismos.
Outro estudo mostrou um caso com diagnóstico de empiema simpático provavelmente secundário a abscesso esplênico. As culturas de ambos os locais cresceram Streptococcus anginosus. O empiema respondeu bem aos tratamentos, no entanto, o abscesso esplênico necessitou de três semanas de drenagem antes que o abscesso se resolvesse. Os autores observaram que não havia casos conhecidos de empiema simpático causado por Streptococcus anginosus.

## Tratamentos
Existem várias cepas resistentes a antimicrobianos desta bactéria. A maioria das cepas de Streptococcus milleri é resistente à bacitracina e à nitrofurazona, e as sulfonamidas são totalmente ineficazes. No entanto, a maioria das cepas estudadas mostrou-se suscetível à penicilina, ampicilina, eritromicina e tetraciclina.